# Klein Curaçao
Klein Curaçao (Papiaments: Klein Corsou) is een klein onbewoond eiland voor de kust van Curaçao.

## Geografie
Het eiland heeft een oppervlakte van 1,7 vierkante kilometer en ligt op ongeveer tien kilometer ten zuidoosten van Curaçao. Het is een kaal rotseilandje, dat als broedplaats fungeert van de Amerikaanse dwergstern, de karetschildpad en de soepschildpad. De gestreepte anolis (Anolis lineatus) is op het eiland geïntroduceerd.
Op het eiland bevinden zich de ruïnes van twee vuurtorens, een quarantainegebouw en een aantal vissershutten. Ook ligt er een aantal graven op de noordwestkust en in het zuiden en bevinden zich er twee zoetwaterputten.
De wateren rond Klein Curaçao bieden goede duik- en snorkelmogelijkheden. Er worden dagtochten naar het eiland georganiseerd, waarvoor aan de zuidwestkust een aantal bouwsels zijn geplaatst om schaduw te bieden. Een touroperator huurt sinds 1990 een perceel rond een gebouw uit de tijd van de fosfaatwinning van de dienst Domeinbeheer en heeft er een uitkijktoren neergezet, waarvoor vooraf echter geen vergunning verleend was en waarover discussie ontstond in 2015. Het bedrijf heeft het perceel afgegrendeld voor anderen dan de toeristen van het betreffende bedrijf.
Op de oostelijke kust ligt het roestige wrak van een schip, de olietanker Maria Bianca Guidesman die er in 1982 strandde. Ook zijn er in de loop van de tijd andere schepen gestrand. Een van de bekendste was het Duitse HAPAG-motorschip Magdalena in 1934, dat echter na een aantal weken met behulp van een groot aantal sleepboten met moeite kon worden losgetrokken.

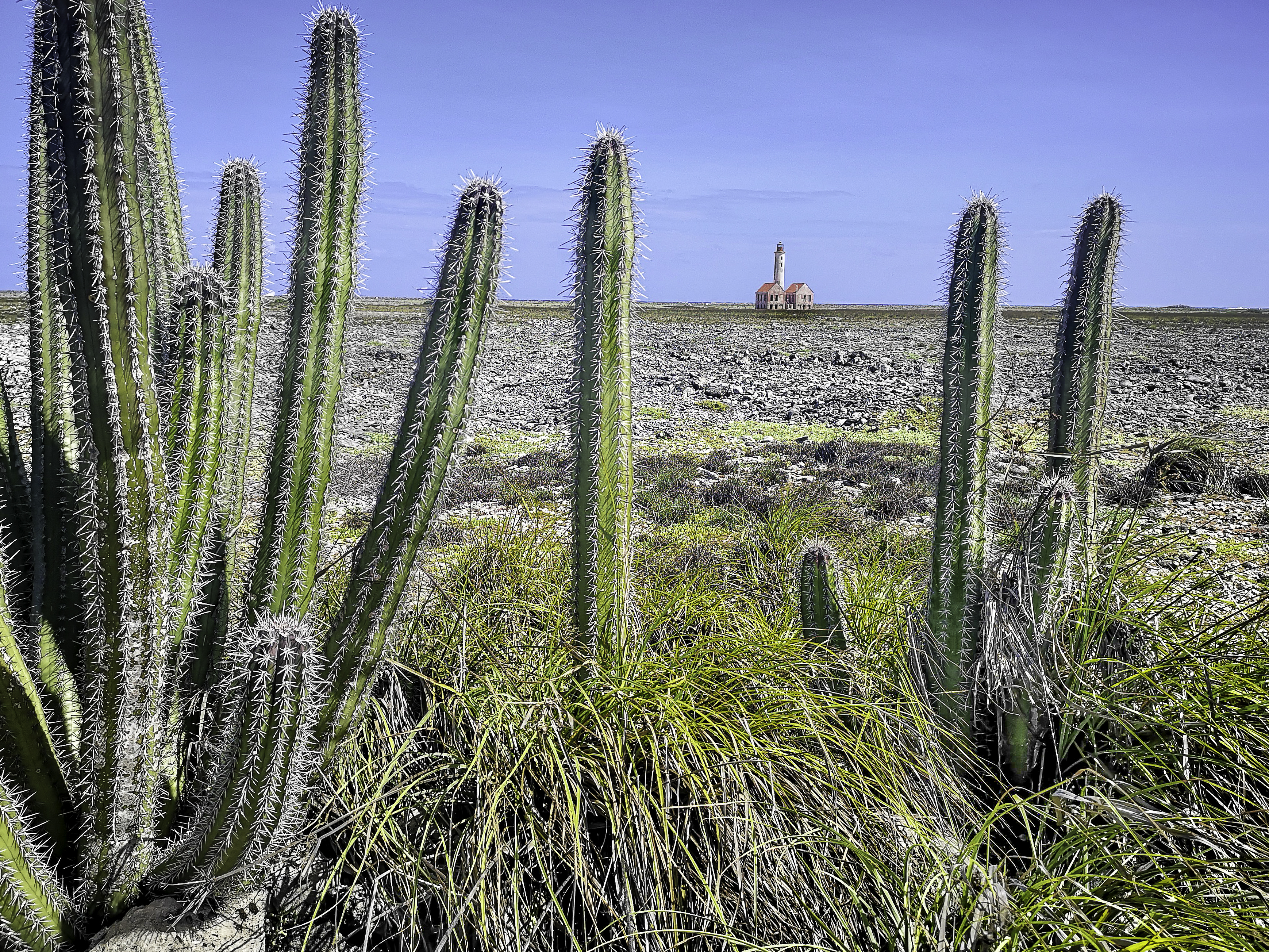
Cactussen
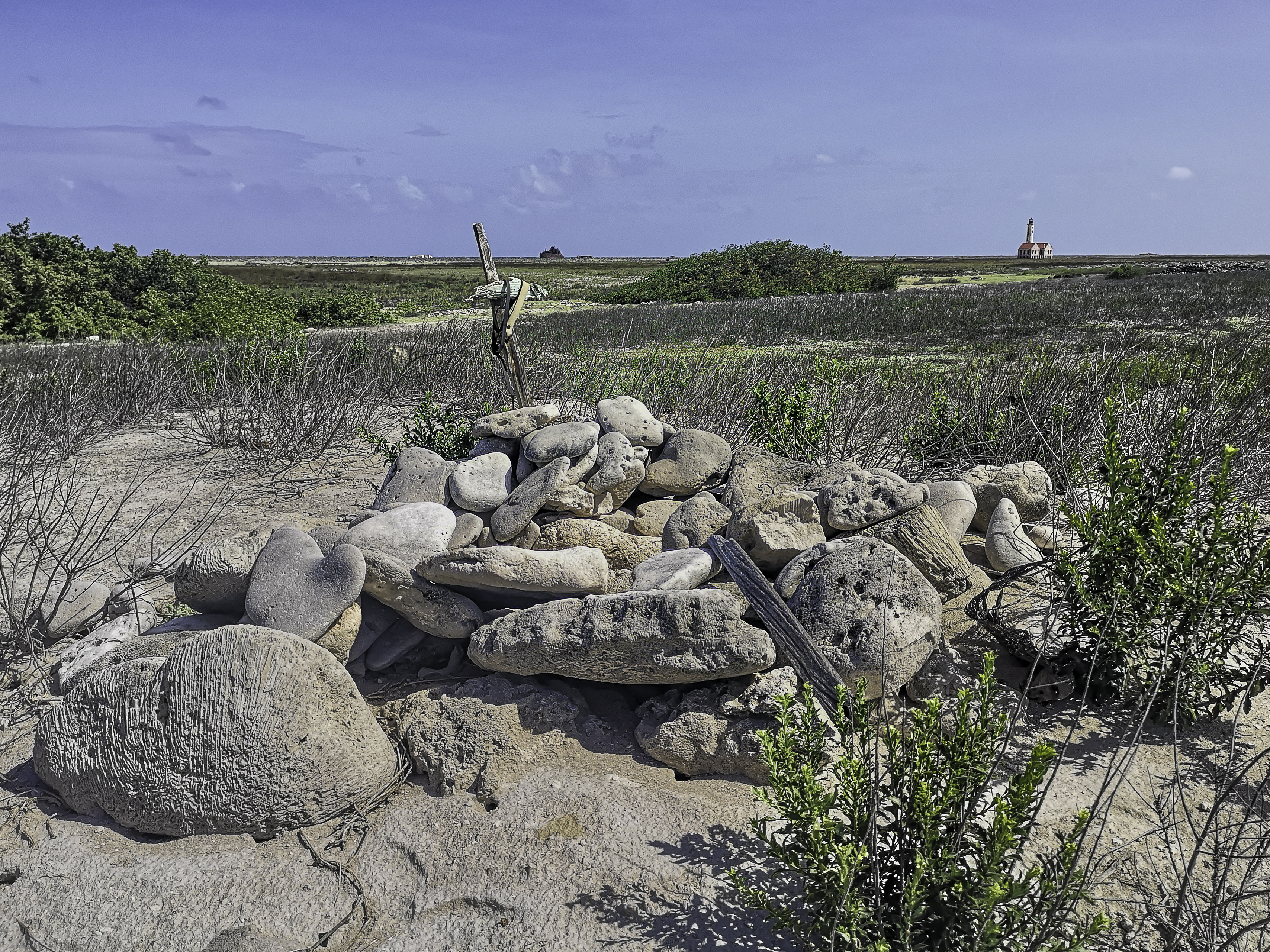
Graf op de noordwestkust
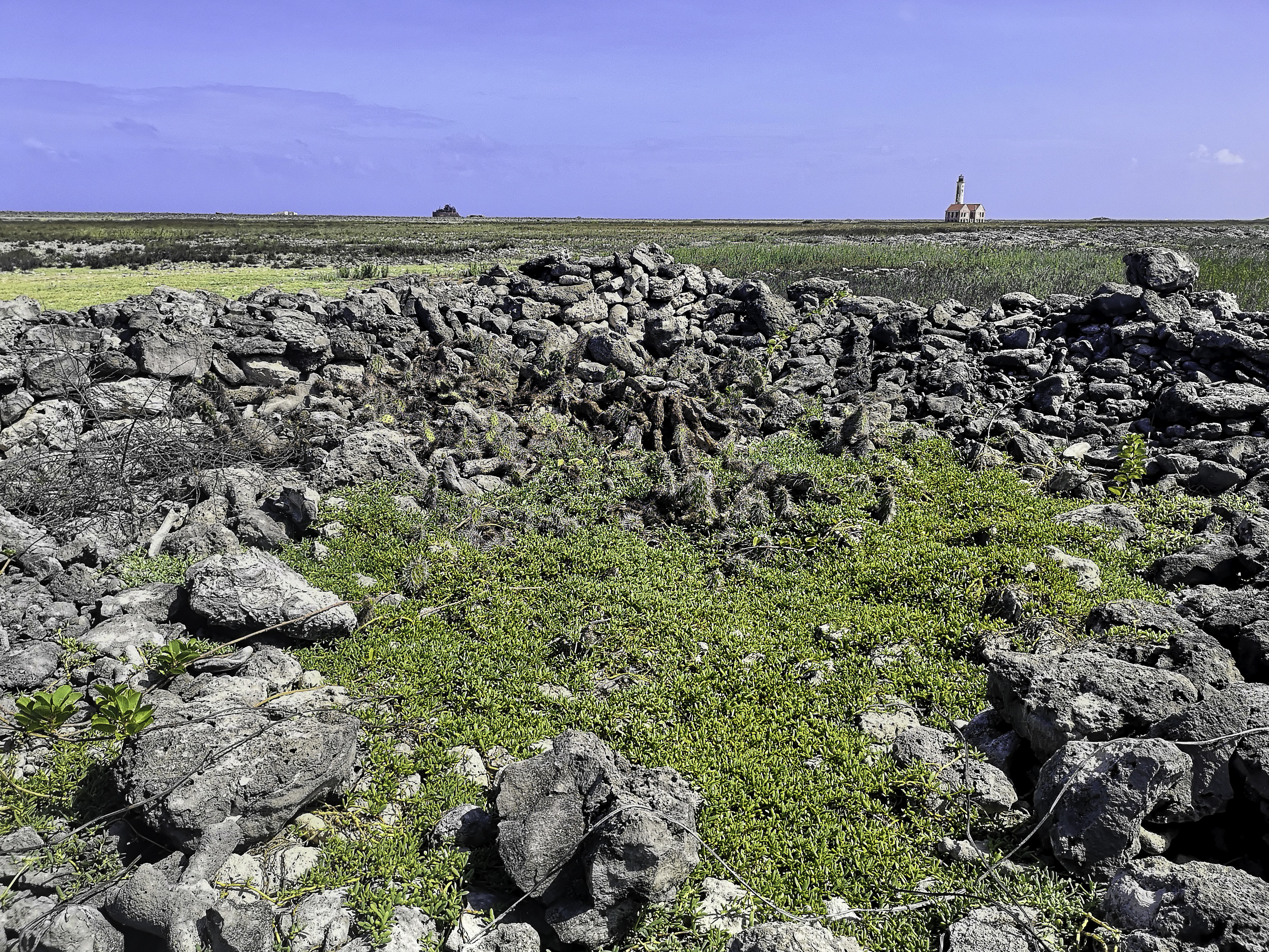
Ruïnes van gebouwen op de noordwestkust, mogelijk behorende bij het vroegere quarantainegebouw
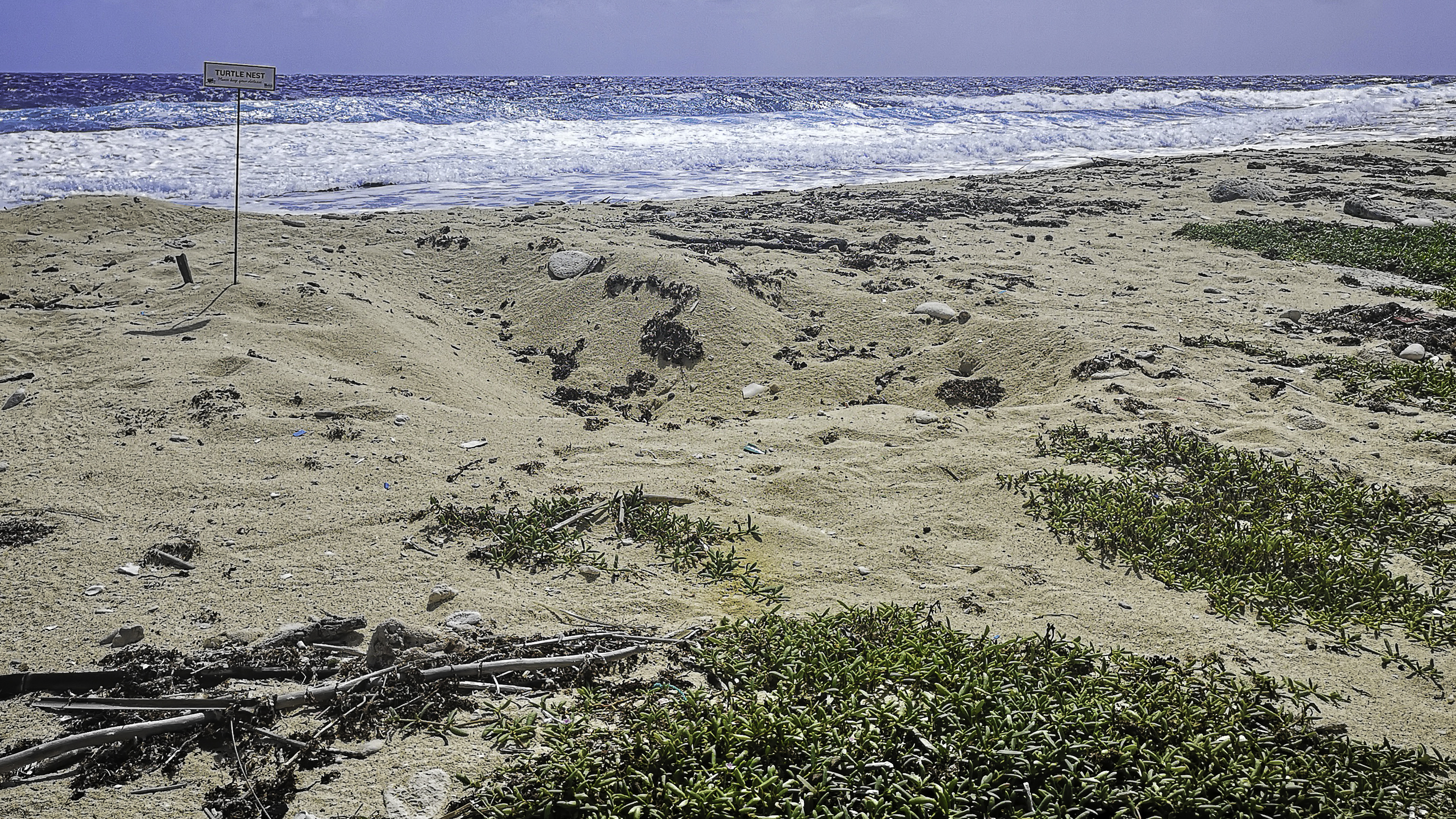
Schildpadnest op de zuidoostkust (2020)
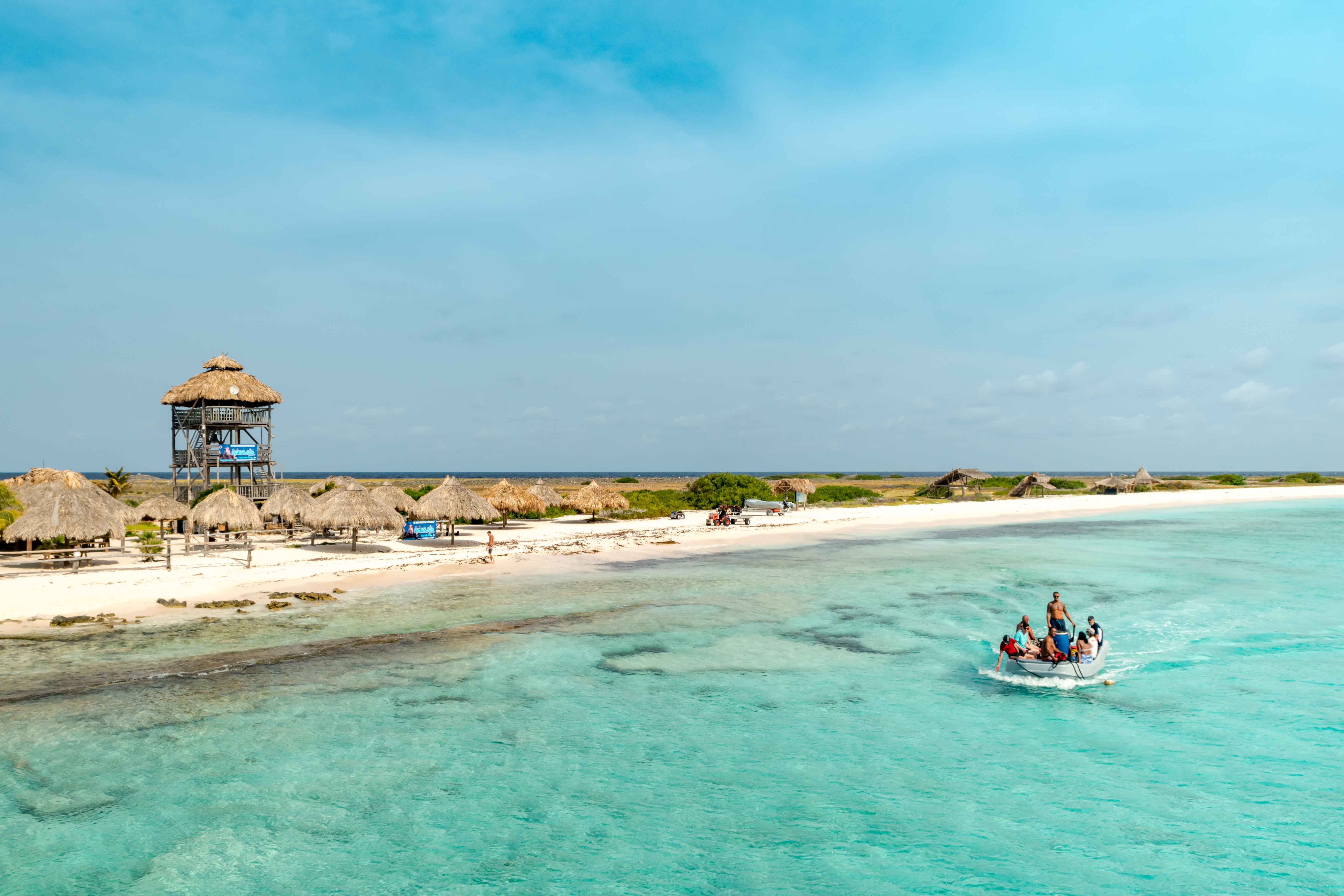
Op het strand aan de zuidwestkust van Klein Curaçao bevinden zich een aantal hutten voor de toeristen
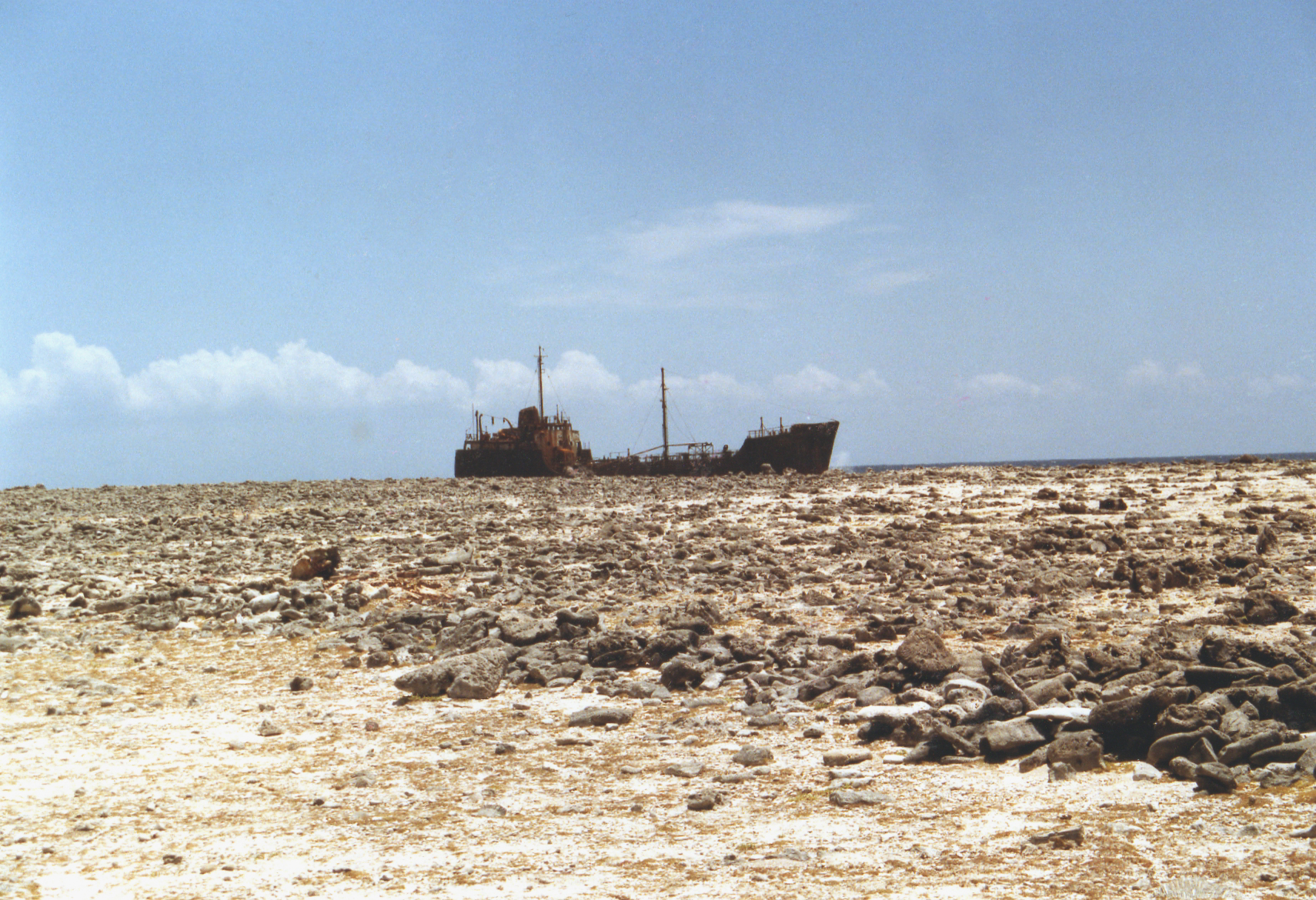
Het wrak van de Maria Bianca Guidesman in 1990
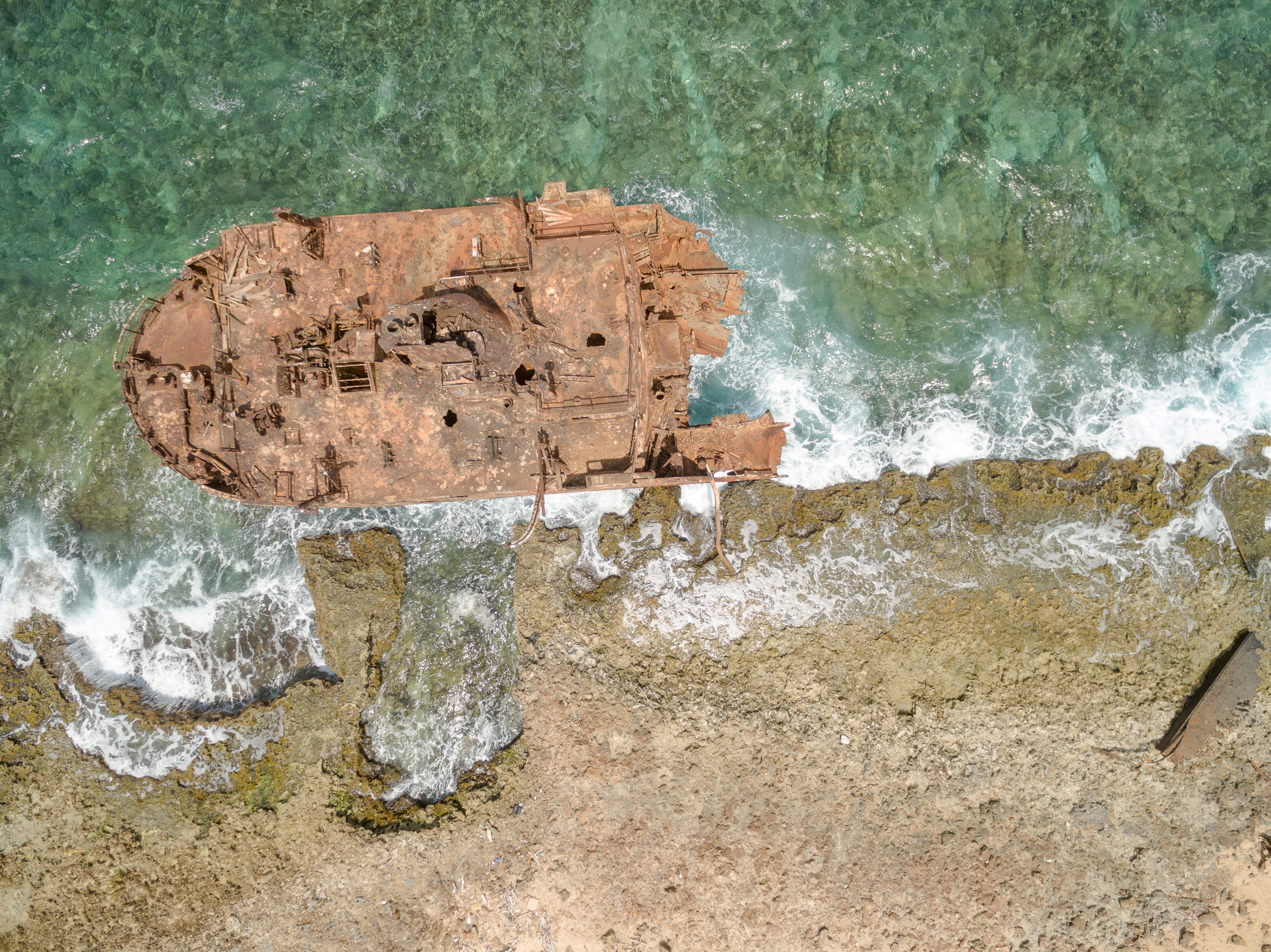
Luchtfoto van het restant van het scheepswrak in 2017
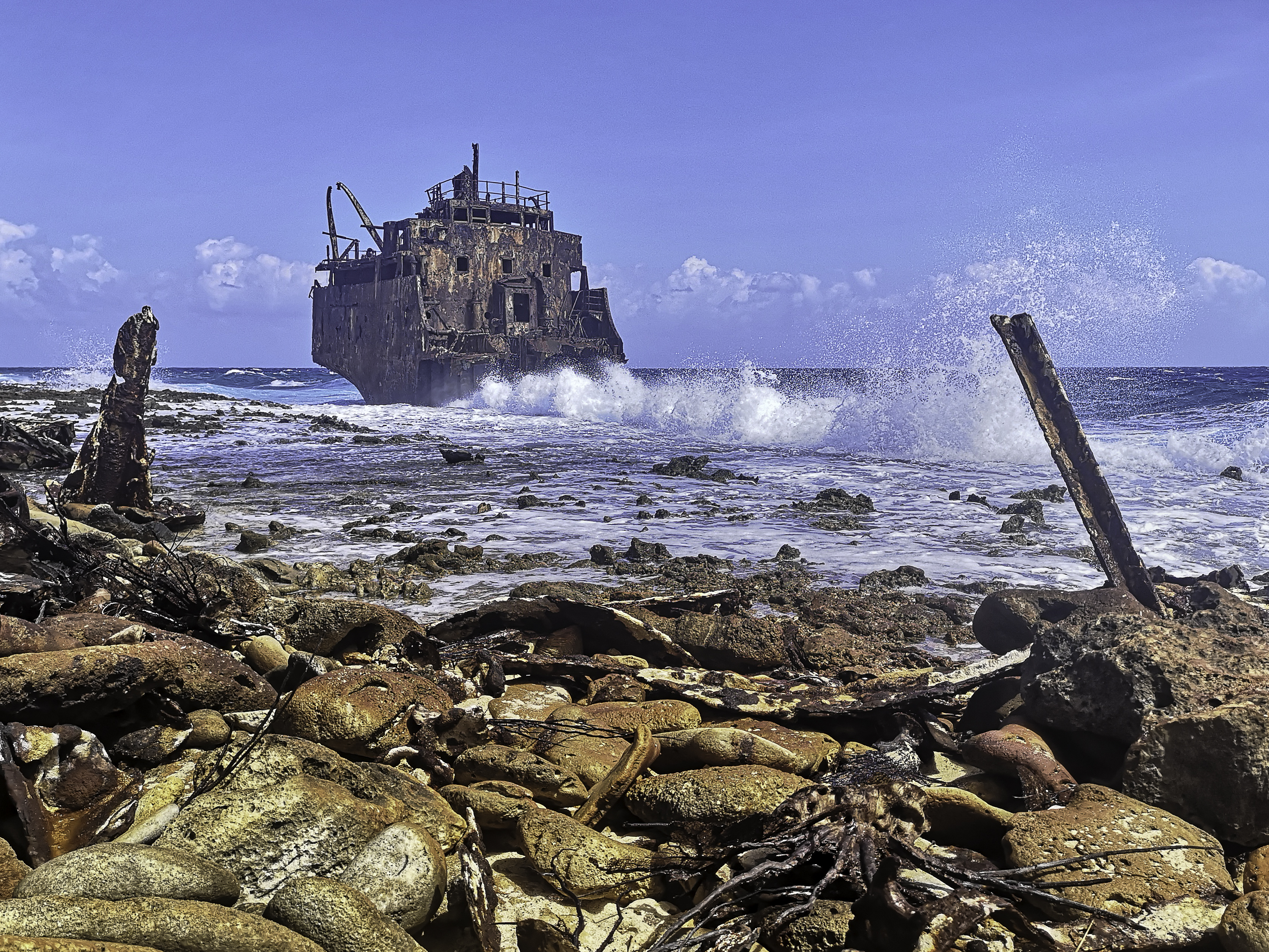
Restanten vanaf de zijkant gezien in 2020
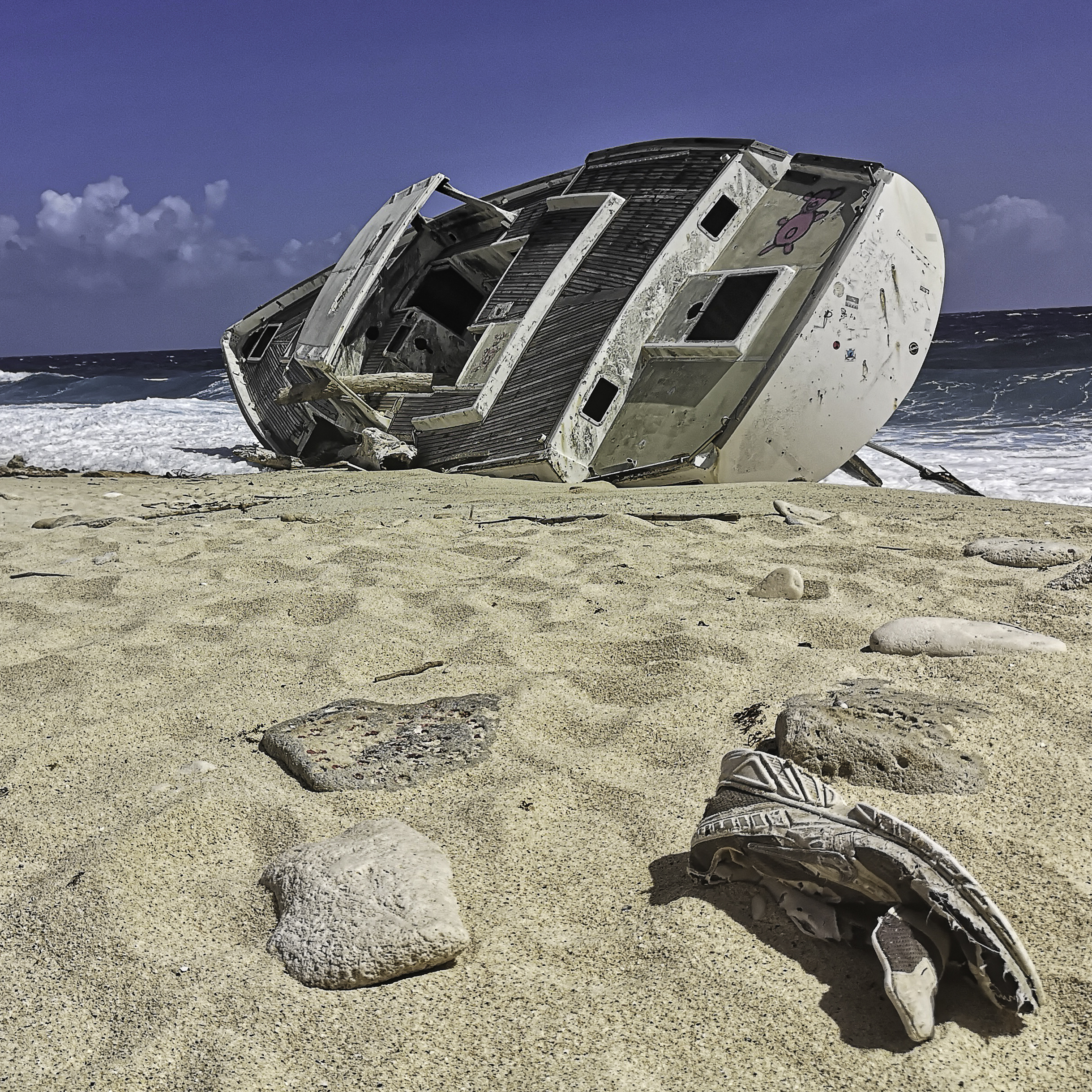
Het wrak van het in 2007 gestrande Franse jacht Tschao

## Geschiedenis

### Prehistorie en vroege geschiedenis
Klein Curaçao had op oudere kaarten de indiaanse naam Isla Nicula, of de Spaanse naam Adícora (Bosch, 1829; Van Dissel, 1857; Euwens, 1928; Van Buurt, 2014). Indianen (Arowakken) bezochten het eiland in de prehistorische periode om er schildpadden te vangen. Prehistorische schelphopen getuigen nog van hun vroegere aanwezigheid, die ook wordt genoemd in koloniale verslagen.
Klein Curaçao was ooit met veel gras begroeid en had een heuvelachtigere uitstraling zoals de nabijgelegen eilanden van Las Aves en de Islas Los Roques. Het werd onder andere gebruikt om paarden en geiten op te laten grazen. Uit een journaal van Peter Stuyvesant uit 1643 blijkt dat er toen ook Caribische monniksrobben woonden, die door latere Nederlandse expedities in die eeuw werden uitgeroeid:
Wijders alsoo 't eilant ende de jachten onversien sijn van traen sonder welcke qualick in see te gaen is, hebben goetgevonden 't jacht De Paroquet eens opwaerts aen te senden naer Clein Curacao om eenige robben van daer te halen
In de 17e en 18e eeuw werd het eiland door de West-Indische Compagnie gebruikt voor het tijdelijk in quarantaine plaatsen van uit Afrika gehaalde zieke slaven, alvorens deze naar Curaçao werden vervoerd. Restanten van het quarantainegebouw bevinden zich op de noordwestkust. Overleden slaven werden begraven op het eiland.
In 1805 deed kapitein (lord commodore) John Murray van het (op de Fransen buitgemaakte) fregat Franchise een aanval op de Caracasbaai op Curaçao, waar hij na aanvankelijk de Kabrietenberg te hebben bezet en Fort Beekenburg bedreigde, vervolgens werd teruggedreven door Louis Brion en daarbij dodelijk verwond werd. Hij werd vervolgens begraven op Klein Curaçao. Tijdens het Britse bestuur over Curaçao tussen 1807 en 1814 werd hij opgegraven en overgebracht naar Engeland. De locatie van zijn vroegere graf is vervolgens verdwenen door de latere fosfaatwinning. Tijdens de Engelse periode werden de bossen op het eiland op grote schaal gekapt voor brandhout en om er dieren te kunnen laten grazen.

### Vuurtoren
Het eiland is berucht vanwege de vele schipbreuken als gevolg van de sterke noordoostelijke wind en zeer sterke stromingen. De eieren van de vogels op het eiland werden geraapt door mensen die het eiland aandeden. In 1737 werd hierop een verbod uitgevaardigd. Voor blanken werd dit bestraft met een geldboete, voor zwarte slaven en mulatten met geseling en een jaar dwangarbeid in de zoutpannen van Bonaire. De reden hiervoor was dat de dwergsterns een functie vervulden voor de zeevaart: als boten naderden vlogen ze er krijsend naartoe, waardoor de bemanningen wisten dat ze in de buurt van het eiland waren en tijdig maatregelen konden treffen om geen schipbreuk te lijden. Ergens tussen 1820 en 1830 bouwde de bemanning van het oorlogsschip De Kemphaan onder leiding van overste Jan Justus Dingemans een baken van gestapelde kraakstenen op een heuvel op het eiland, maar plannen voor een toren liepen stuk toen Dingemans voortijdig overleed. In 1837 werd besloten om een drietal vuurtorens te bouwen op Bonaire, Curaçao en Klein Curaçao. De vuurtoren van Klein Curaçao werd pas in 1847 gebouwd onder gouverneur Isaäc Rammelman Elsevier en kreeg de naam Prins Hendriktoren naar zeevarend prins (Willem Frederik) Hendrik, die in 1835 als eerste prins van Oranje een bezoek aan Curaçao had gebracht. Daarbij zou ook de grafsteen van Murray zijn hergebruikt. Bij de grote orkaan van 23 september 1877 ging de Prins Hendriktoren verloren (de fundamenten zijn nog aanwezig) en werd daarop centraler op het eiland herbouwd onder gouverneur Hendrik Bernardus Kip. In 1913 werd de huidige vuurtoren van Klein Curaçao gebouwd met een 20 meter hoge toren, die sindsdien als het centrale baken van het eiland fungeert. Aan weerszijden bevonden zich de woning voor de hoofd(vuurtoren)wachter en een woning voor twee assistenten. Soms logeerden er vissers. De vuurtoren werd later geautomatiseerd en kreeg in 2008 een ledlamp voor schepen. De vuurtoren is deels gerestaureerd en is te beklimmen.

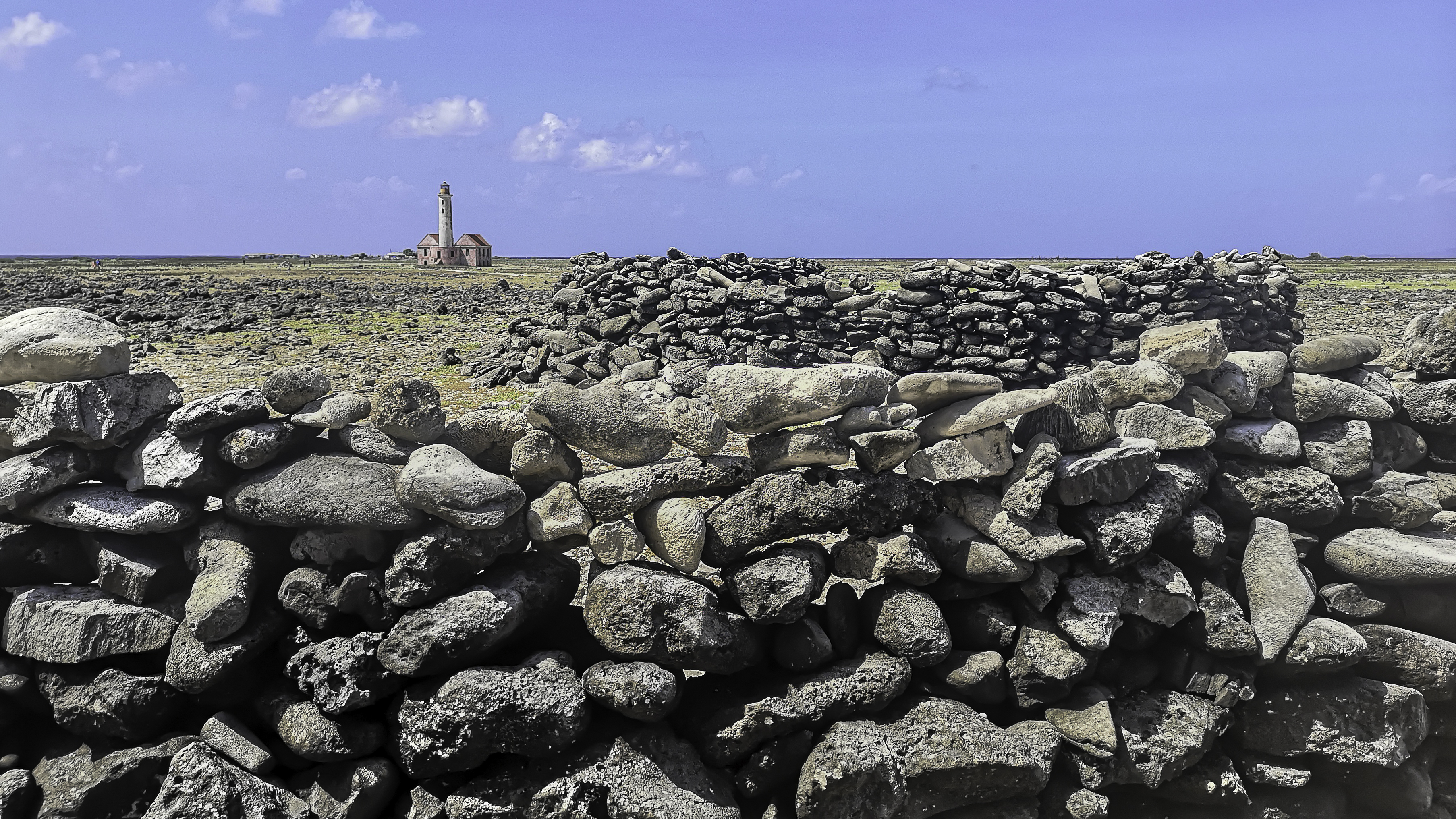
Restanten van de Prins Hendriktoren met op de achtergrond de tweede vuurtoren
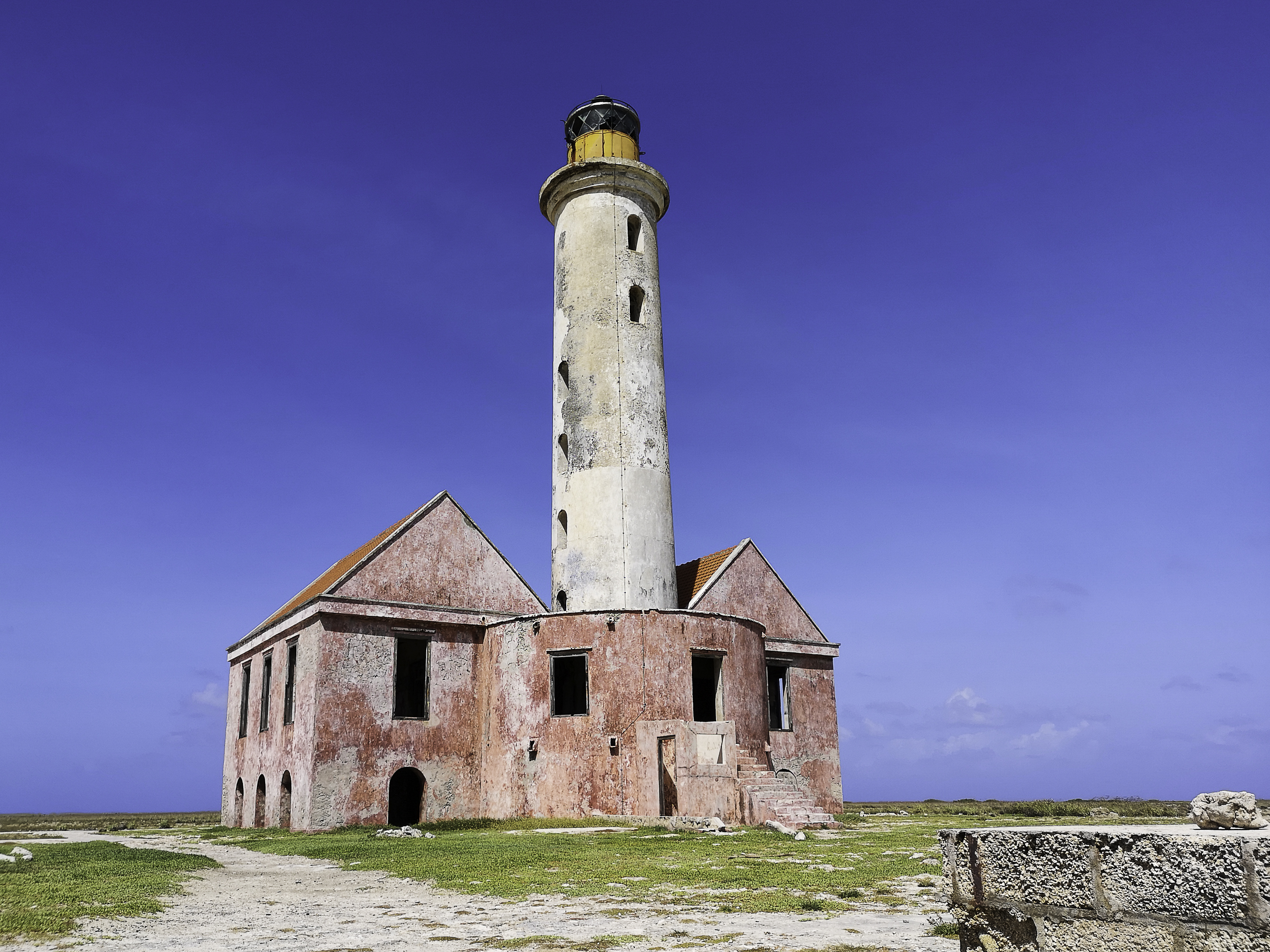
De 20 meter hoge vuurtoren van Klein Curaçao
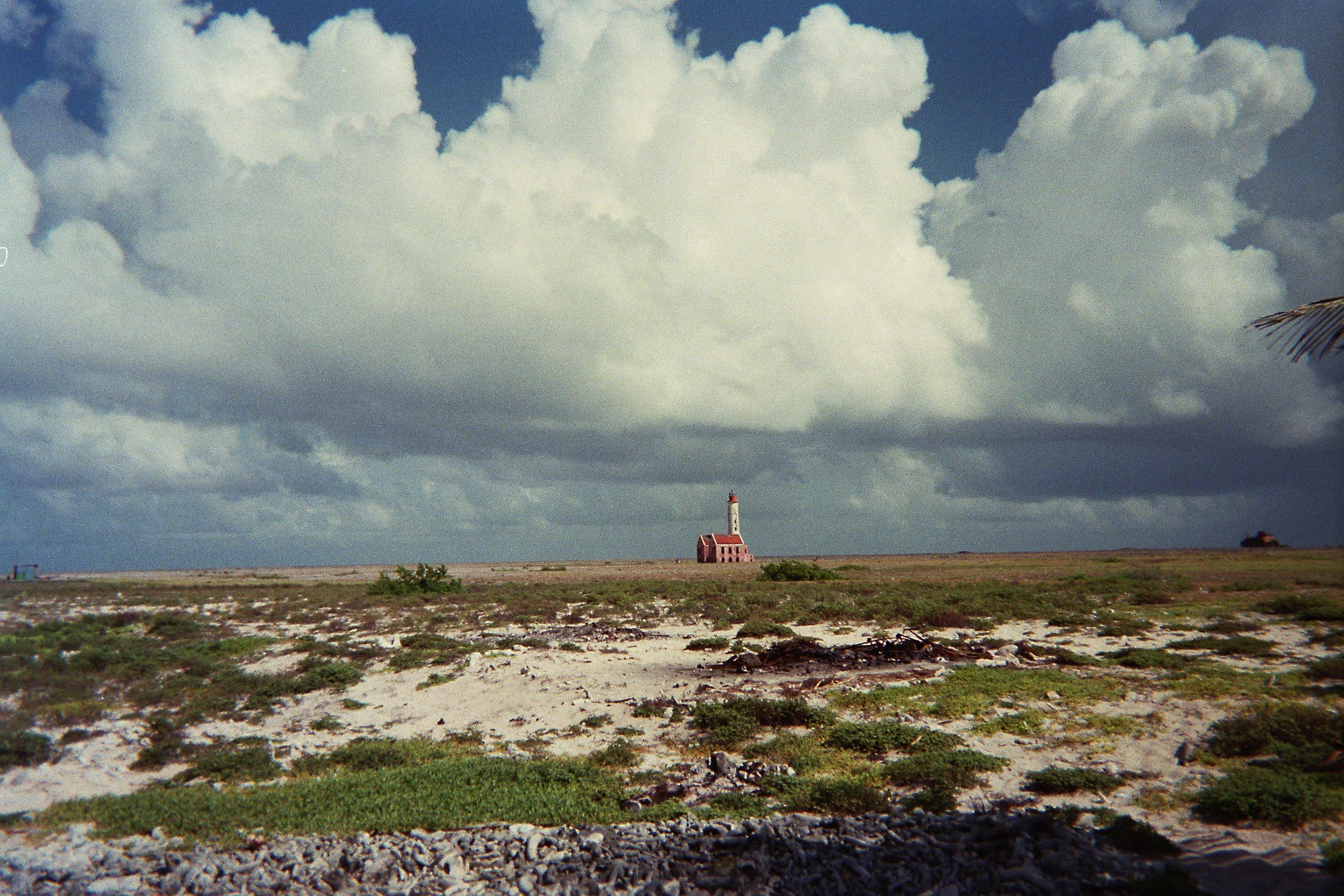
De vuurtoren in de jaren 90
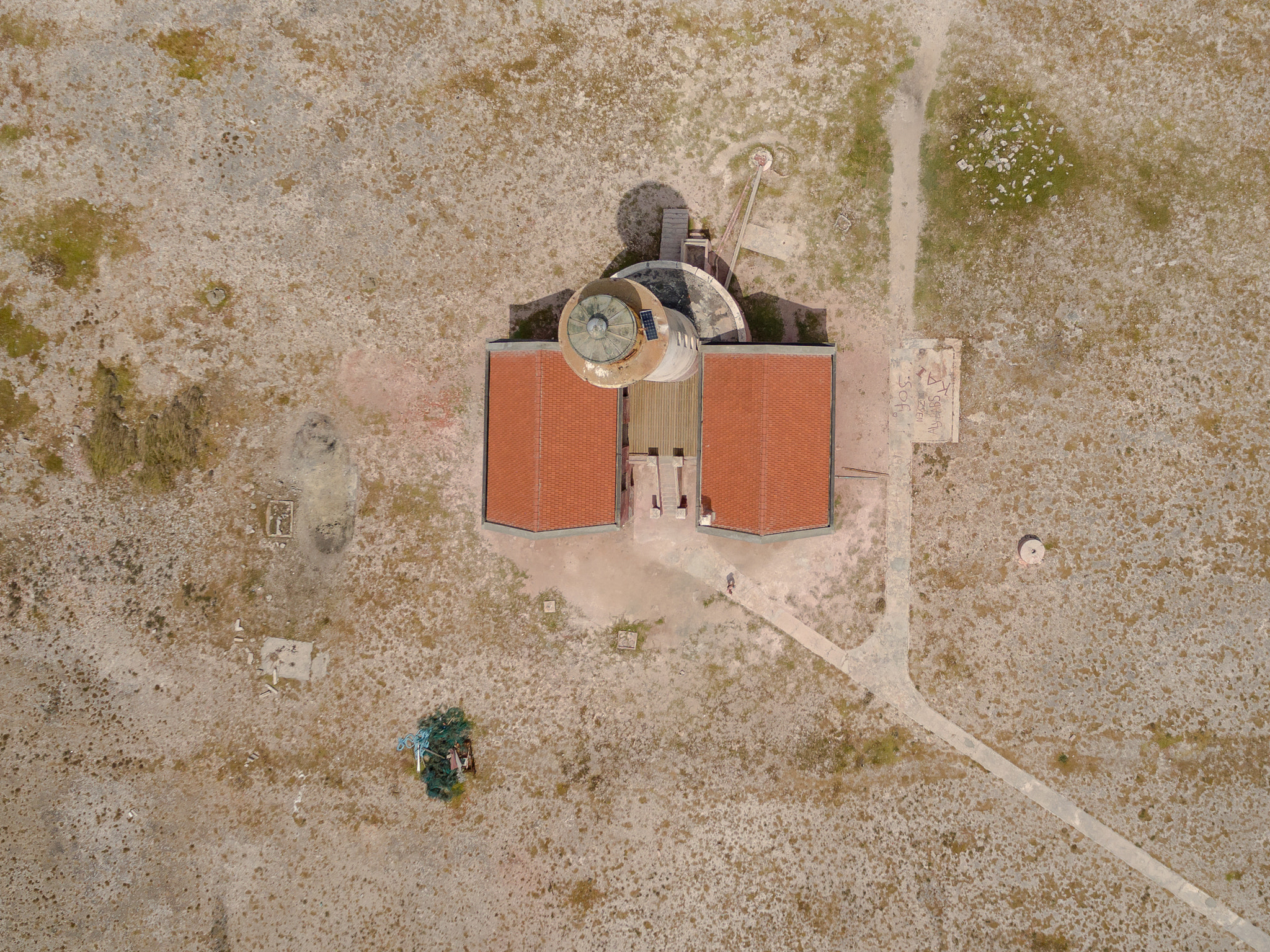
Bovenaanzicht
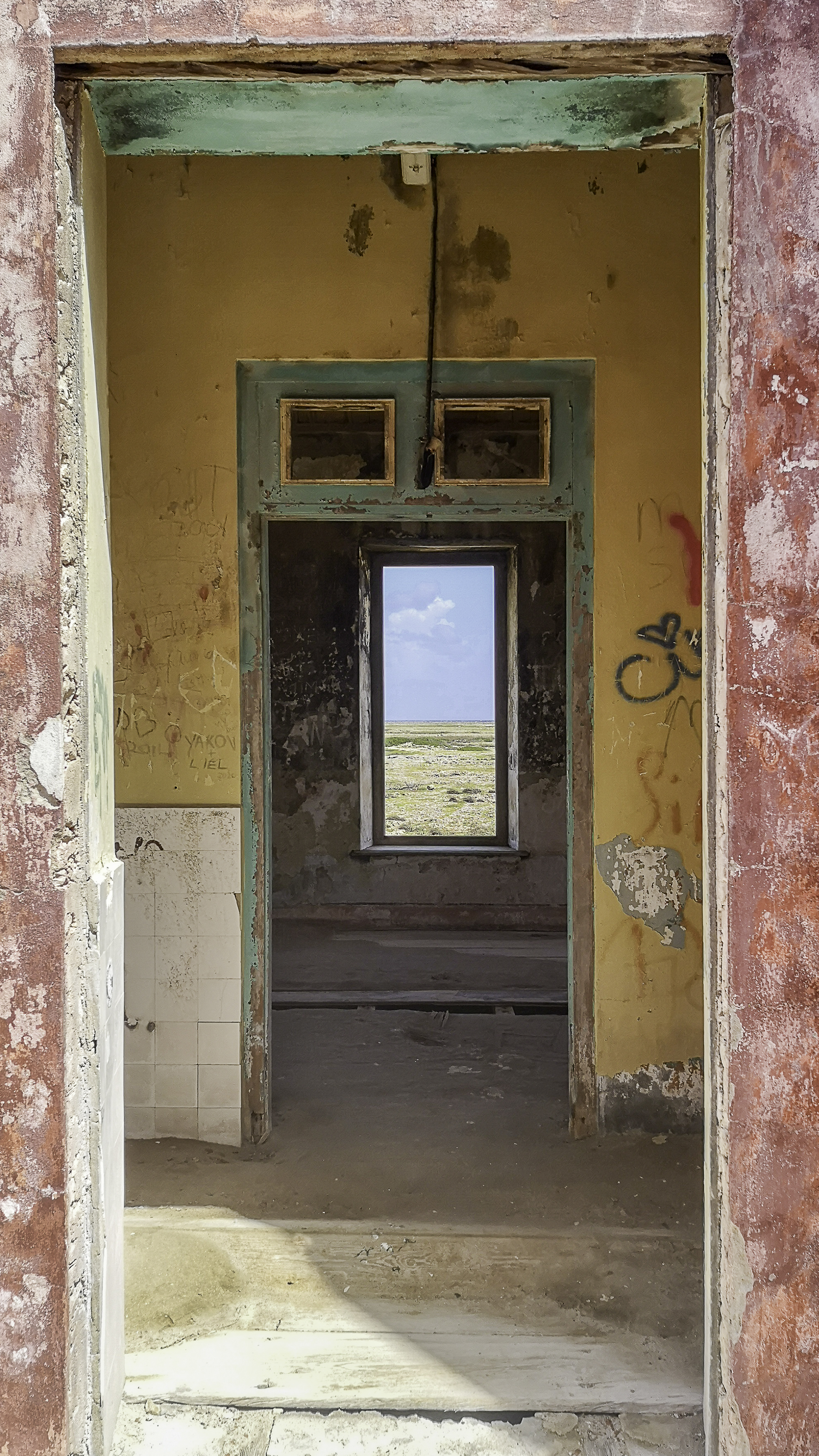
Binnenaanzicht van een van de bijgebouwen
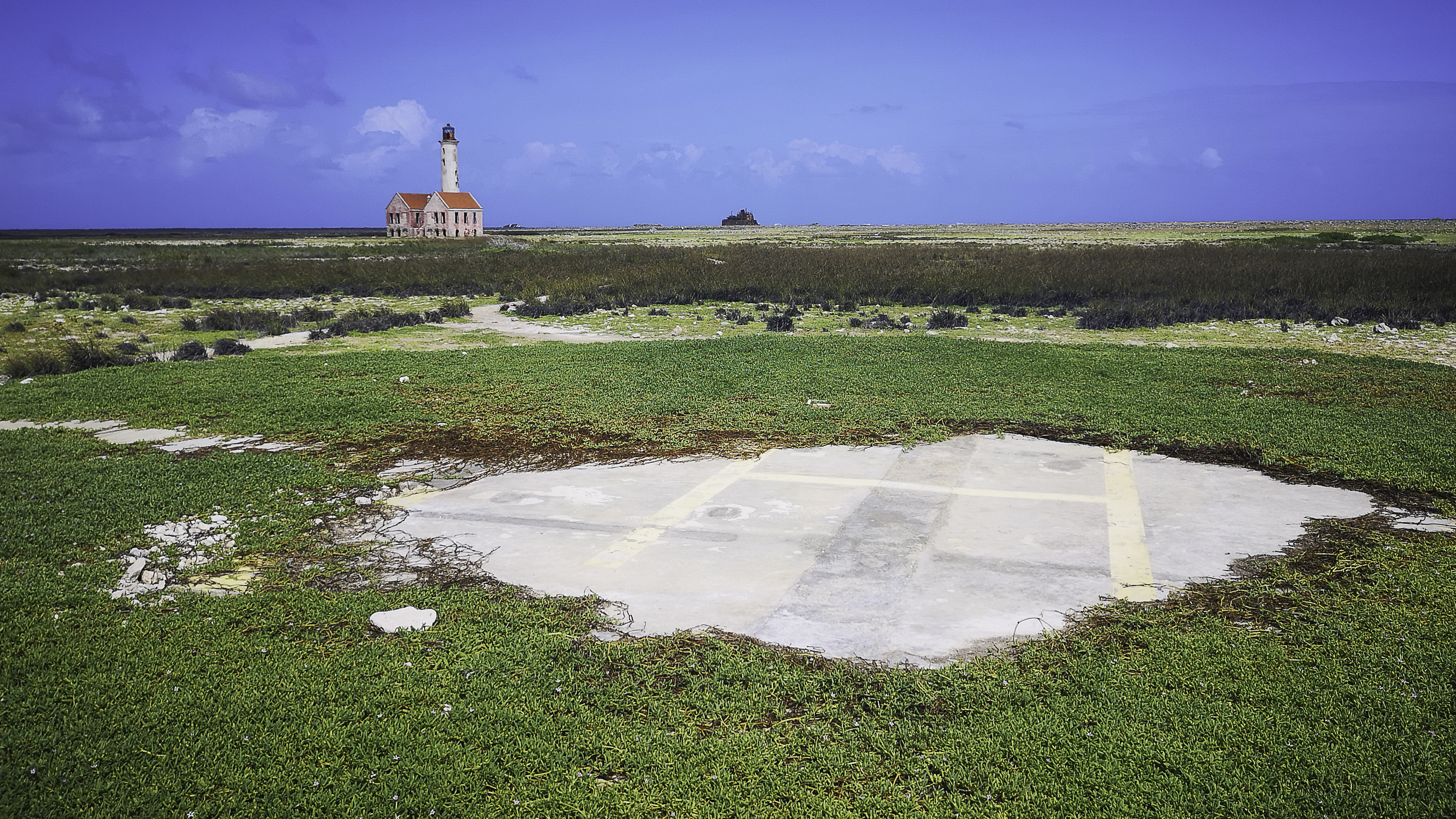
Helipad aan het pad naar de vuurtoren

### Fosfaatwinning
De Britse civiel ingenieur John Godden werd tijdens een reis naar Bonaire door storm gedwongen bij het eiland aan te leggen en ontdekte aldaar dat de uitwerpselen van de vogels geleid hadden tot rijke guano of fosfaat-afzettingen (2 tot 3 meter dik) op het eiland. Fosfaat was destijds zeer gewild als toevoeging aan kunstmest en veevoer. Hij wist enkele weken later een concessie voor fosfaatwinning te verkrijgen en hij en zijn opvolgers groeven tot 1888 ongeveer 90,3 ton fosfaat af en werden schatrijk van deze naar Engeland geëxporteerde 'Curaçao-guano' met een geschatte marktwaarde van ongeveer 7 miljoen gulden (ruim 3,1 miljoen euro). Latere concessies tot 1913 leverden alleen nog tweede klasse fosfaat op. De laatste resten fosfaat werden toen afgegraven door het bedrijf Pinedo & Co. en handelaar Carl (Karel) Frederik Muskus. Hierdoor verdween ook veel van de vegetatie van het eiland. Ruïnes van de gebouwen waar de werklieden woonden die het fosfaat afgroeven bevinden zich nog op de westkust van het eiland. De winsten die hiermee werden behaald leidden tot een ware fosfaatrush op de Antillen, die ook op Aruba, Bonaire en Curaçao (Tafelberg) tot afgravingen leidde en ervoor zorgde dat Curaçao gedurende 12 jaar (tussen 1882 en 1894) voor het eerst in lange tijd geen subsidies vanuit Nederland nodig had.

### Latere geschiedenis
Door de vuurtorenwachters werd een kudde van ongeveer 50 geiten en schapen gehouden. Later werd deze kudde door anderen beheerd.
In 1974 waren er plannen voor het plaatsen van een verbrandingsinstallatie voor chemisch afval op het eiland. Dit plan ging niet door, vanwege grote weerstand vanuit de bevolking.
In 1996 werd de overbegrazing van het eiland gestopt door de graasrechten op te kopen, zodat de grazers van het eiland konden worden verwijderd. Vanaf 2000 werd door de organisatie CARMABI begonnen met het herbebossen van het eiland en de herintroductie van droogtebestendige en zouttolerante inheemse beplanting en dieren. Het eiland begint hierdoor langzaam weer wat groener te worden. Het eiland werd op 31 augustus 2018 aangewezen tot Ramsargebied.

## Bescherming
Door het eiland tot een Ramsar-gebied te benoemen, wordt het beschermd en behouden voor toekomstige generaties. Dit betekent dat activiteiten die schadelijk kunnen zijn voor het milieu, zoals bouwen, afvaldumping en visserijpraktijken die het ecosysteem kunnen verstoren, beperkt kunnen worden. Klein Curaçao biedt een belangrijke broedplaats voor diverse soorten zeevogels, en het behoud ervan helpt de biodiversiteit te bevorderen. De karetschildpad en de soepschildpad leggen tussen mei en oktober in de nacht hun eieren op het strand.

## Geboren op Klein Curaçao
- Ivanon Coffie (1977), honkbalspeler